# Pápa (település)

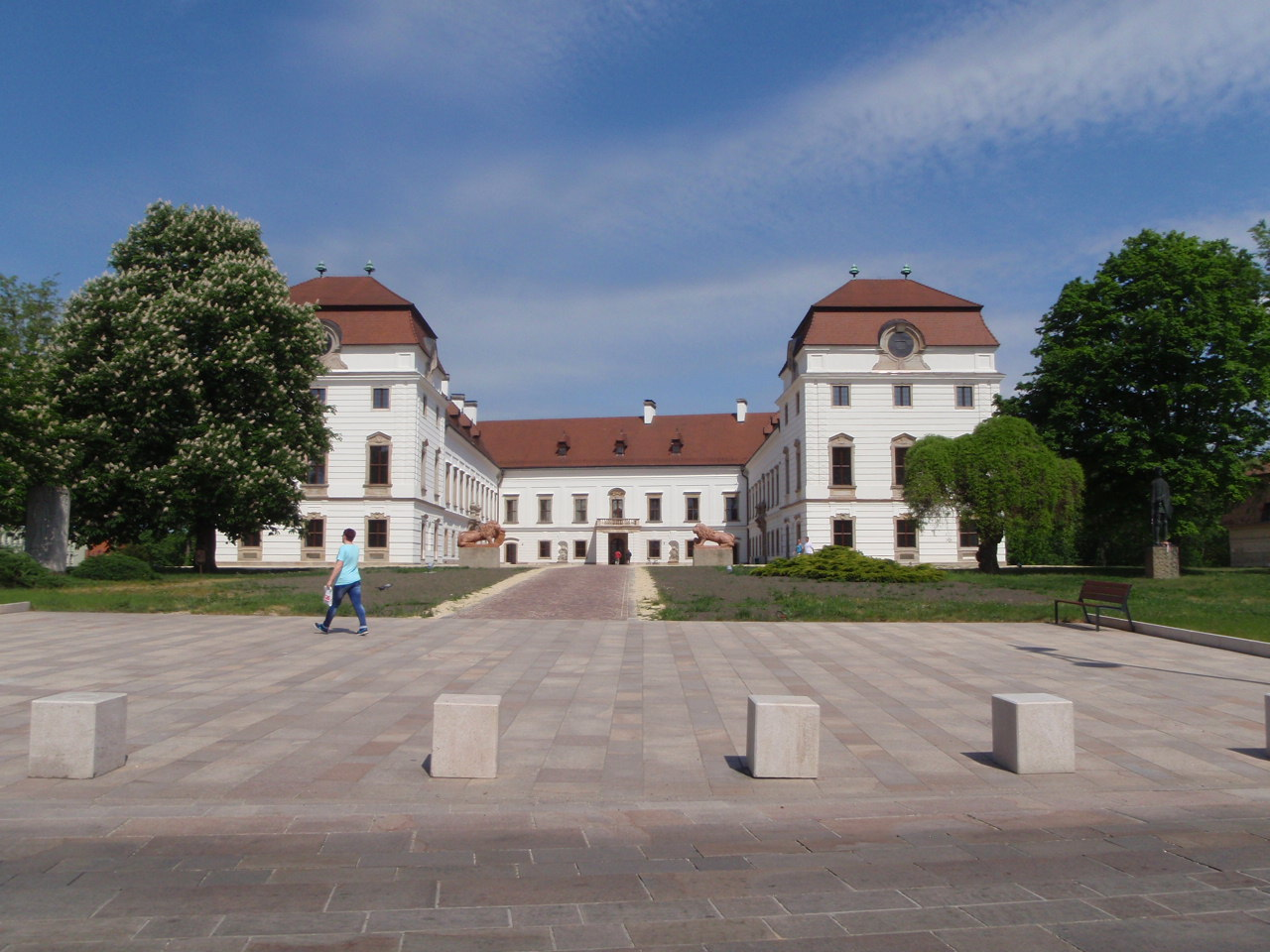
A megújult Esterházy-kastély a Fő térről

Pápa (németül: Poppa, latinul: Papa) történelmi város Veszprém vármegyében, a Bakony északi széléhez közel, a Kisalföldön. Veszprém vármegye második legnagyobb települése, a Pápai járás központja. A település híres számtalan templomáról, az Esterházy-kastélyról, barokk építészetéről és református kollégiumáról. 30 000 fős lakosságával a környék kulturális, gazdasági és turisztikai központja. Győrtől 42 km-re délre, Pozsonytól 95 km-re délkeletre, Veszprémtől pedig 40 km-re északnyugatra helyezkedik el.
Pápa a református egyház központja a Dunántúlon, amint azt számos egyházi örökségi helyszín és múzeum is sugallja. Az örökségnek örvendő épületek sokasága miatt a város központja ma védett.
Pápának nagy történelmi központja van, felújított régi polgárházakkal, kávézókkal és múzeumokkal, köztük a Kékfestő Múzeummal, amelyet egy egykori gyárból létesítettek, ahol egyedi módszerrel indigókékkel festett ruhákat és egyéb textíliákat gyártottak.
A város termálfürdőiről is híres, különösen egy újonnan épült úszókomplexumról, az Esterházy család palotájáról, nagy római katolikus templomáról és a református középiskoláról. Ezenkívül egy nagy parkkal büszkélkedhet a városközpont közelében. Jelentőségét és fejlődését bizonyítja, hogy a 14. században polgári kiváltságokat kapott.
A hely első írásos említése 1061-ből származik, és eredetileg 11 falu helyén alapították. 1475-ben a ferencesek, majd 1638-ban pálosok érkeztek a városba. A zsidók 1748-tól telepedhettek itt le, ezután jött itt létre Magyarország harmadik legfontosabb zsidó közössége. A helyi zsinagóga 1846-ból származik. 1880-ban 3550 zsidó élt itt, és a város lakosságának 24,2%-át tették ki. Az 1944-es német megszállás után a gettóban raboskodtak, majd egy helyi gyárból koncentrációs táborba szállították őket. Több mint 2500 főt deportáltak az auschwitzi koncentrációs táborba, ahonnan kevesebb mint 10%-uk tért vissza.
A lakosok többsége német telepesek leszármazottja, akik a 18. században érkeztek a városba. A főtéri katolikus templom Fellner Jakab építész tervei alapján épült 1774–1786 között, melynek boltozatát Franz Anton Maulbertsch osztrák festő freskói díszítik. Az úgynevezett fehér templomot 1744-ben építették a pálosok, később a bencések használták. A ferences templom 1678-1680 között épült. Az Esterházy-kastély az egykori vár helyén áll, amely a Rákóczi-szabadságharc idején elpusztult. 1717-ben vette kezdetét az új barokk kastély építése. A Franz Anton Pilgram építész által felügyelt épület 1743-ban készült el.
A város a Nagy-Somlói borvidék borainak fő kereskedelmi központja volt, továbbá közigazgatási regionális főváros volt 1945 és 1983 között. Itt született Magyarország egykori miniszterelnöke, Gyurcsány Ferenc.

## Fekvése
Az egykor bő vizű Tapolca-patak völgyében, a Pápai-síkság (Pápa-Devecseri-sík) középpontjában található, a Bakony hegység és a Kisalföld találkozásánál. A Várkerten keresztülfolyik a Pápai-Bakony-ér.
Különálló településrészei: Borsosgyőr a központtól délkeletre, Kéttornyúlak a belvárostól délre, Tapolcafő a délkeleti és Pálháza az északnyugati határszéle közelében.

### Megközelítése

#### Közúton
A város legfontosabb közúti megközelítési útvonala a 83-as főút, ezen érhető el déli irányból, Veszprém térsége, illetve észak felől, Győr irányából is. A főút régebben Pápa központján is keresztülhaladt, egy jó ideje azonban már nyugat felől elkerüli azt, így a Belváros levegője tisztább lett.
A 83-as főútból keresztirányban, kelet, illetve nyugat felé itt ágazik ki a 832-es és a 834-es főút: előbbi Veszprémvarsány (és azon keresztül Kisbér-Tatabánya), utóbbi Celldömölk (és azon keresztül Sárvár illetve Szombathely térsége) felé biztosít közúti összeköttetést Pápa számára.
Különálló településrészei közül Tapolcafőn a 83-as, Borsosgyőrön a 834-es főút halad keresztül, Kéttornyúlak a 8403-as út mentén fekszik, Pálháza pedig a 8408-as útról letérve, egy rövid bekötőúton érhető el.
A környező települések közül a kelet-délkeleti irányban fekvő szomszédaival (Adásztevel, Nagytevel, Homokbödöge) a 8303-as, északi szomszédaival (Vaszar, Gecse) pedig a 8305-ös út köti össze. Déli irányból, Devecser és a 8-as főút felől a 8402-es út húzódik idáig. Pápa délnyugati agglomerációja (Dáka-Nagyalásony-Iszkáz-Kerta-Kamond) felé a 8403-as, az északnyugati agglomerációban elterülő községek és Csorna térsége (Nagyacsád-Egyházaskesző, illetve Marcaltő-Szany) felé pedig a 8406-os és 8408-as utak vezetnek a város irányából. A 832-es úton Nagygyimót Pápától távolabbi határában ér véget a 8301-es út, amely Zirc térsége felé biztosít kapcsolatot.

#### Vasúton
A város vonattal a Győr–Celldömölk-vasútvonalon érhető el, ezen található a város vasútállomása, de egy szárnyvonal vezet Csorna felé, valamint 2007 előtt Tatabányáról is elérhető volt a Környe–Pápa-vasútvonalon, utóbbi vonal Környe és Pápa közötti szakaszán abban az évben szűnt meg a személyforgalom.

#### Autóbusszal
A város helyi és helyközi autóbusz-közlekedését a Volánbusz Zrt. üzemelteti. Az autóbusz-állomás a Belvárosban, a Szabadság utca és a Gróf út körforgalmú csomópontja és az Ady Endre sétány között található.

## Nevének eredete
A helytörténészek többsége egyetért abban, hogy a városnév személynévi eredetű: a település feltehetőleg egy Popo nevű bajor lovagról kapta a nevét, aki az államalapítás korában a mai város helyén kialakult udvarház elöljárója lehetett. A legelfogadottabb feltevés szerint Gizella királyné kíséretével érkezett Magyarországra, de van olyan nézet, amely szerint a honfoglalás előtt, még a Frank Őrgrófság korában élt itt. Valószínűleg tőle származott a Pápa nemzetség, melynek a későbbi századokban a város környékén voltak birtokai. A német eredet mellett szól, hogy középkori német nyelvű metszeteken Poppo vagy Poppa néven jelzik a várost.
Az elmúlt századokban a helytörténészek több, a néphagyományban élő mondát feljegyeztek a város nevéről, amelyek általában a hasonló hangzás miatt a katolikus egyházfővel hozzák kapcsolatba a névadást és az államalapítás korába nyúlnak vissza:
A legismertebb történet szerint, amelyet már Bél Mátyás is feljegyzett 1735-ben, I. István király ezen a helyen találkozott a Rómából visszatérő Asztrik püspökkel, aki átadta neki a II. Szilveszter pápától hozott koronát. Ekkor a király így kiáltott fel: „Ecce papa misit mihi coronam”, vagyis „Íme, a pápa koronát küldött nekem”, a nép pedig az egyházfő iránti tiszteletből és hálából nevezte el Pápának a frissen alapított várost. Pongrátz Gáspár plébános ugyanezt a mondát más formában jegyezte fel 1733-ban: szerinte a város a római pápa legátusáról nyerte a nevét, aki a királyhoz jövet itt pihent meg.
Egy másik monda szerint a névadó Géza fejedelem volt. Fia, a későbbi István király még csecsemőként ezen a helyen mondta ki először, hogy papa, és Géza atyai szíve örömében adta volna a nevet a városnak.

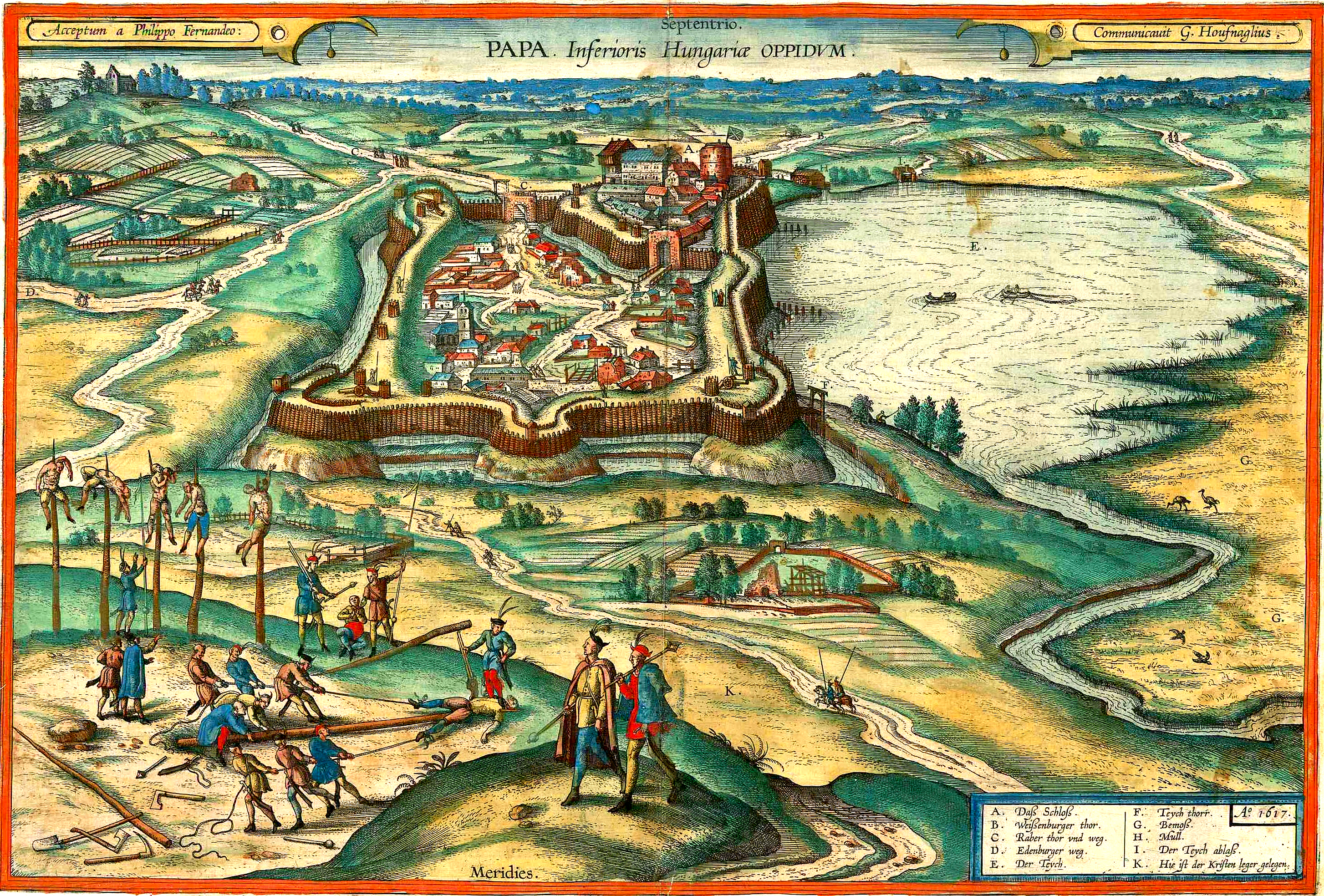
Pápa 1617-ben

Enessey György 1799-ben megjelent munkájában a púp szóból eredeztette Pápa nevét, mivel a város egy dombon épült.

## Története
Az újkőkorszaktól lakott; kelta régészeti leleteket is feltártak a térségben.
Bár a római korban a Szombathely (Savaria) és Győr (Arrabona) közötti út erre haladt, település nem jött létre. A települést először 1214-ben említik oklevélben (MNL OL DL 91934). Ekkor II. András Nóráp egy részét eladományozta János fia Hektornak. A birtokrész határainak leírása során említik az „utat, ami Pápáról jön” („viam, quae venit de Papa”). A település már ekkor udvarnokispánsági központ, és főesperesi székhely, ami kiemelte a környék többi települése közül. A XIII. század végén betelepített hospesek révén megindulhatott a városias fejlődés útján. Régészetileg bizonyítható, hogy a XIV. század legelején városias külsőt kapott (kialakult a Fő tér, lényegében a mai kiterjedésében). A XIV. század végétől „oppidum”-ként, azaz mezővárosként emlegetik az oklevelek, sőt esetenként használják Pápával kapcsolatban a „civitas” terminust is. Pápa a késő-középkorban fejlett iparos-kereskedő város, a Fő téren a korai templom helyére reprezentatív katedrális épült. Saját pecséttel rendelkezett, a városban céhek működtek. Magasan Veszprém megye legnépesebb települése volt ekkor.
A város fejlődése szempontjából nagy jelentőséggel bírt a Tapolca-patak, amely a város mai területén egykor több mint egy tucat malmot hajtott. Az 1960-as évek vége felé a térségben folyó bauxit-kitermelés miatt a patak elapadt, bár később visszajött a vize, amit ma a Bakony-ér patakba vezetnek be. 

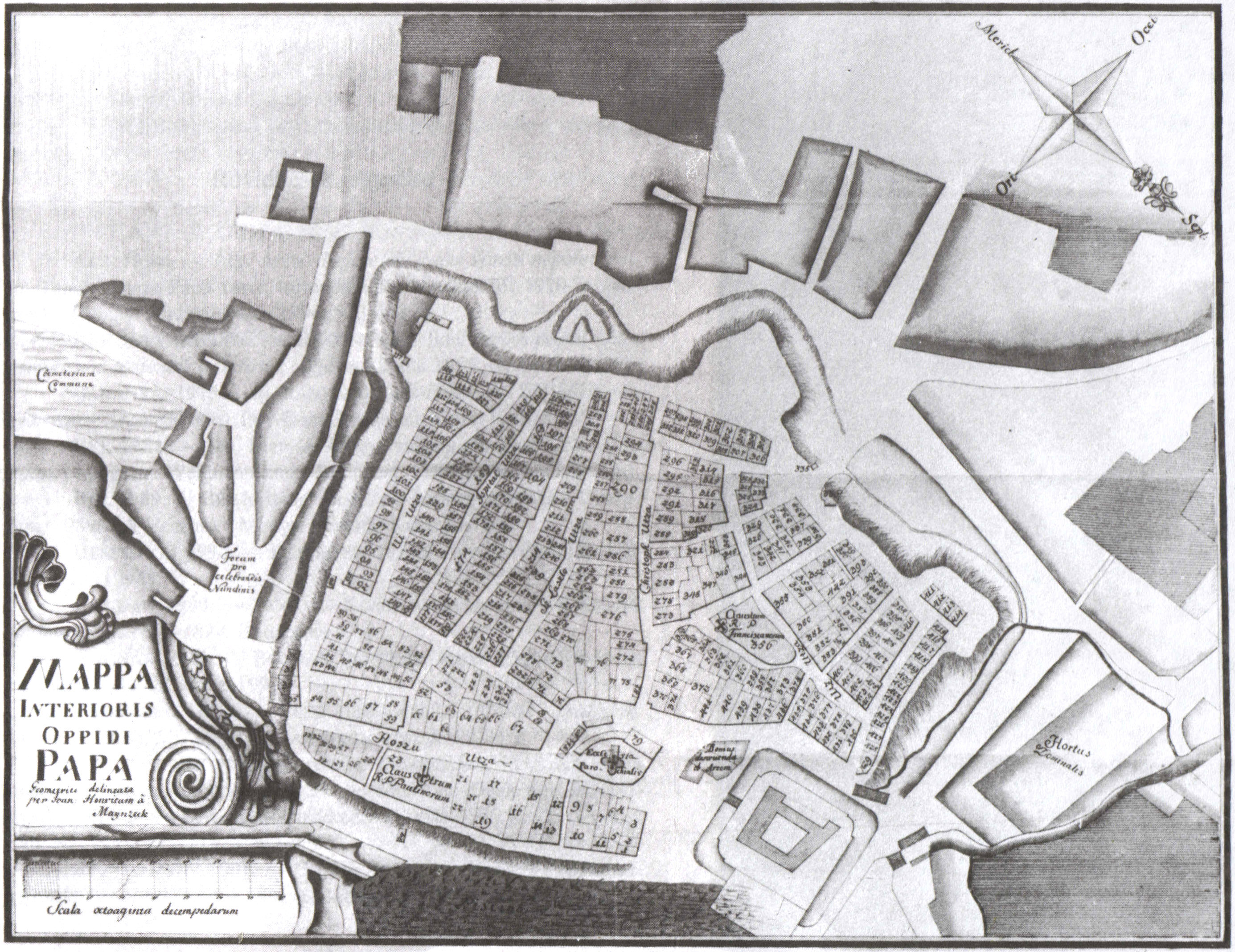
Maynzeck János Henrik térképe Pápa belsővárosáról az 1730-as évekből.

A város szerepe 18. század közepétől kezdett kibővülni (kisebb megszakításokkal), azóta is működő iskolák jöttek létre. A 19. század közepén már jó hírű iskolaváros. Országos hírű iskolája az eredetileg 1531-ben alapított Pápai Református Kollégium, ahová Petőfi Sándor és Jókai Mór is járt. A másik hasonló hírnévvel rendelkező iskola a pálos rend által 1638-ban alapított, ma állami tulajdonban lévő Türr István Gimnázium, ahová a kiegyezés megkötője, Deák Ferenc is járt.
Történelmének egyik fontos eleme a jelenleg Kanadában élő Kluge família kékfestő műhelye. Ezt 1786-ban hozták létre Pápán. A műhelyt a Tapolca-patak vize táplálta. A 19. századig kézi erővel, míg később már gőzgépekkel történt a kékfestés, ami a századfordulón a legjobbak közé tartozott Magyarországon. A műhely a mesterséggel együtt apáról fiúra szállt a Kluge családban, mígnem az államosítás során 1956-ban a termelés megszűnt. A helyén 1962 óta múzeum működik, amely bemutatja a nagy múltú mesterséget.
A Fő tér megújítása 2011 és 2013. június 14. között megtörtént. A megújult Esterházy kastély főépületének átadására 2015. április 17-én került sor. 2019. szeptember 28-án került sor a Esterházy Kastély újjá alkotott, díszes kovácsoltvas kapujának az átadására: Egy pápai jelkép újjá született.

## Közélete

### A város vezetői 1842-1950 között
- Bischiczky Miksa főbíró (1842-1843, az egyesülés előtt Pápa Belsőváros főbírója)
- Mayer György főbíró (1843-1846)
- Willax Antal főbíró (1846-1848)
- Willax Antal polgármester (1848-1849)
- Willax Antal főbíró és polgármester (1849-1856)
- Mikovinyi Ignác főbíró és polgármester (1856-1861)
- Willax Antal főbíró és polgármester (1861-1865)
- Woita József polgármester (1865-1886)
- Kiss László polgármester (1886-1887)
- Osvald Dániel polgármester (1887-1897)
- Mészáros Károly polgármester (1897-1918)
- Tenzlinger József polgármester (1918-1932)
- Uzonyi Kálmán helyettes polgármester (1932-1933)
- Hamuth János polgármester (1933-1944)
- Szöllősy Sándor polgármester (1944-1945)
- Sulyok Dezső polgármester (1945)
- Kerekes János polgármester (1946-1948)
- Németh Imréné Kerekes Ilona polgármester (1948-1950)

### Tanácselnökök a tanácsi rendszerben (1950-1990)
- Németh Imréné Kerekes Ilona tanácselnök (1950-1958)
- Gulyás Ferenc tanácselnök (1958-1964)
- Gyenese László tanácselnök (1964-1974)
- Juhász István tanácselnök (1975-1979)
- Dr. Németh Zoltán tanácselnök (1979-1990)
- Tóth Sándor megbízott tanácselnök (1990)

### Polgármesterek a rendszerváltás (1990) után
| Név               | Párt                                                                       | Terminus  | Megjegyzés / Források                                                               |
| ----------------- | -------------------------------------------------------------------------- | --------- | ----------------------------------------------------------------------------------- |
| Dr. Kovács Zoltán | Fidesz Fiatal Demokraták Szövetsége                                        | 1990–2011 | A polgármestert a képviselő-testület választotta. Az 1990-es választási eredmények: |
| Dr. Kovács Zoltán | Fidesz-MDF-FKgP-KDNP                                                       | 1990–2011 | Az 1994-es választási eredmények:                                                   |
| Dr. Kovács Zoltán | Fidesz-FKgP-MDF                                                            | 1990–2011 | Az 1998-as választási eredmények:                                                   |
| Dr. Kovács Zoltán | Fidesz-MDF-MKDSZ                                                           | 1990–2011 | A 2002-es választási eredmények:                                                    |
| Dr. Kovács Zoltán | Fidesz-KDNP                                                                | 1990–2011 | A 2006-os választási eredmények:                                                    |
| Dr. Kovács Zoltán | Fidesz-KDNP                                                                | 1990–2011 | A 2010-es választási eredmények:                                                    |
| Dr. Áldozó Tamás  | Fidesz-KDNP                                                                | 2011–2024 | A 2011-es időközi választási eredmények:                                            |
| Dr. Áldozó Tamás  | Fidesz-KDNP                                                                | 2011–2024 | A 2014-es választási eredmények:                                                    |
| Dr. Áldozó Tamás  | Fidesz-KDNP                                                                | 2011–2024 | A 2019-es választási eredmények:                                                    |
| Grőber Attila     | Élhető, Gyarapodó Városért Egyesület-DK-Jobbik-LMP-MSZP-Momentum-Párbeszéd | 2024–     | A 2024-es választási eredmények:                                                    |

A városban 2011. március 6-án időközi polgármester-választást kellett tartani, mert az előző – Pápát a rendszerváltás óta vezető – polgármestert a Veszprém megyei kormányhivatal élére nevezték ki, s az így kialakult összeférhetetlenség okán lemondott addigi posztjáról.
Alpolgármesterek a rendszerváltás után
- Kövy Zsolt 1990-1992
- Kontrát Károly 1990-1998 (államtitkári kinevezése után lemondott)
- Áldozó Tamás 1998-2011 (2011-ben polgármesterré választották)
- Unger Tamás 2011-2024 (2024 augusztusában, az az évi, júniusi választásokat követően lemondott)
- Venczel Csaba 2024-2024 (az új polgármester hivatalba lépéséig)
- Vadász Krisztina 2024-

### A 2024-es önkormányzati választás eredménye
- A polgármester-választás eredménye[23]

| Jelölt neve      | Jelölő szervezet(ek) | Jelölő szervezet(ek)                                                                          | Szavazatok száma | Szavazatok aránya |
| ---------------- | -------------------- | --------------------------------------------------------------------------------------------- | ---------------- | ----------------- |
| Grőber Attila    |                      | Élhető, Gyarapodó Városért – DK – Jobbik – LMP – Zöldek – MSZP – Momentum – Párbeszéd- Zöldek | 6873             | 51,07%            |
| Dr. Áldozó Tamás |                      | Fidesz – KDNP                                                                                 | 5136             | 38,16%            |
| Marton Sándor    |                      | Mi Hazánk                                                                                     | 889              | 6,61%             |
| Molnár István    |                      | Független                                                                                     | 561              | 4,17%             |
| Összesen         |                      |                                                                                               | 13 459           | 100%              |

- A 2025-ös időközi önkormányzati választás eredménye[24][25]

| Párt | Párt                                                                                          | Mandátumok | Képviselő-testület | Képviselő-testület | Képviselő-testület | Képviselő-testület | Képviselő-testület | Képviselő-testület | Képviselő-testület | Képviselő-testület | Képviselő-testület | Képviselő-testület | Képviselő-testület |
| ---- | --------------------------------------------------------------------------------------------- | ---------- | ------------------ | ------------------ | ------------------ | ------------------ | ------------------ | ------------------ | ------------------ | ------------------ | ------------------ | ------------------ | ------------------ |
|      | Fidesz – KDNP                                                                                 | 7          |                    |                    |                    |                    |                    |                    |                    |                    |                    |                    |                    |
|      | Élhető, Gyarapodó Városért – DK – Jobbik – LMP – Zöldek – MSZP – Momentum – Párbeszéd- Zöldek | 6          | P                  |                    |                    |                    |                    |                    |                    |                    |                    |                    |                    |
|      | Mi Hazánk                                                                                     | 1          |                    |                    |                    |                    |                    |                    |                    |                    |                    |                    |                    |

## Népesség
A település népességének változása:
| Lakosok száma | 31 528 | 31 268 | 30 382 | 29 387 | 29 019 | 28 789 | 28 549 |
|               | 2013   | 2014   | 2018   | 2021   | 2022   | 2023   | 2024   |

| Év   | fő    | Év   | fő    | Év   | fő    |
| ---- | ----- | ---- | ----- | ---- | ----- |
| 1870 | 16667 | 1920 | 22022 | 1970 | 30912 |
| 1880 | 17161 | 1930 | 24076 | 1980 | 33207 |
| 1890 | 16808 | 1941 | 26303 | 1990 | 33846 |
| 1900 | 20119 | 1949 | 24291 | 2001 | 33549 |
| 1910 | 22944 | 1960 | 27927 | 2011 | 31845 |

A 2011-es népszámlálás idején a lakosok 83,3%-a magyarnak, 1,3% németnek, 1,7% cigánynak mondta magát (16,3% – nem nyilatkozott). A vallási megoszlás a következő volt: római katolikus 43,8%, református 11,8%, evangélikus 6,5%, felekezeten kívüli 8,9% (27,8% nem nyilatkozott).
2022-ben a lakosság 87,9%-a vallotta magát magyarnak, 1,2% cigánynak, 1,1% németnek, 0,7% ukránnak, 0,3% románnak, 0,1-0,1% lengyelnek, görögnek,bolgárnak és szlovénnek, 3,7% egyéb, nem hazai nemzetiségűnek (10,3% nem nyilatkozott; a kettős identitások miatt a végösszeg nagyobb lehet 100%-nál). Vallásuk szerint 35,1% volt római katolikus, 10,5% református, 5,9% evangélikus, 0,2% görög katolikus, 0,1% ortodox, 1,1% egyéb keresztény, 1,1% egyéb katolikus, 8,3% felekezeten kívüli (37,5% nem válaszolt).
Pápán nagy számban fordulnak elő külföldi vendégmunkások, jobbára ukránok, akik a város több pontján vannak elszállásolva (pl. Pápai Kóter, Pápai Munkásotthon).

### Zsidóság
Pápán a tizenhetedik századtól kezdve élnek zsidók. Az izraelita közösség 1748‑ban alakult Esterházy Ferenc gróf védlevele alapján. A városban nagy számban éltek ortodox zsidók, haszidok, iskoláik, imaházaik is voltak. A tizenkilencedik század közepén minden ötödik pápai az izraelita hitközséghez tartozott. A zsidó közösségből is tanultak a Református Kollégiumban, az anyakönyvek tanúsága szerint már a tizenkilencedik század elejétől. Volt egy olyan tanév – az 1848/49‑es –, amelyben a beiratkozottak többsége Mózes‑hitű volt. A holokauszt idején, 1944-ben, Pápáról 3300 zsidó polgárt hurcoltak el, mintegy háromszázan tértek vissza.

## Nevezetességei
Pápa város nevezetességei közé tartozik a katolikus nagytemplom, amelyet 1774-ben gróf Eszterházy Károly egri püspök, pápai földesúr költségén kezdtek el építeni, Fellner Jakab uradalmi építész tervei alapján. Fellner halála után az építkezést Grossmann József vezette. A templom 15 év alatt épült fel. A végleges díszítések elkészülte után, 1795. május 3-án szentelte fel Pierer József püspök. A templom impozáns méretű, egyhajós ún. csarnoktemplom, amely már nem a barokk túldíszített stílusában, de annak jegyeit még magán viselve, a klasszicizmus fele hajló barokkban, copf stílusban épült meg. A templom hossza 58,5 méter, szélessége 22 méter, belső tere 24 méter magas, tornyának magassága 58,4 méter. A homlokzat hatalmas tömegét a timpanonnal, a fölötte lévő szobor-kompozícióval (3 szobor és néhány kisebb mellékszobor) és főleg a tornyok könnyedséggel megvalósuló áttört, oszlopokon álló szerkezetével oldották fel. A tornyok gyönyörű, rézborítású, összetett sisakokban végződnek. A mennyezetfreskókat Franz Anton Maulbertsch készítette, 1781–1783 között.
Nevezetessége még a Kékfestő Múzeum, ami szinte tökéletesen mutatja be a kor híres mesterséget, a kékfestést.
A Fő tér és a Fő utca sarkán áll egy épület, amely nevét az Esterházy-család címerében szereplő madárról kapta: a Griff szálló. Sokáig beszálló vendéglő volt. Nagy tánctermében egykor nagy bálok, előadások és zenés estek zajlottak. Testőrtiszt korában itt járta a táncot Kisfaludy Sándor költő–író későbbi hitvesével, Szegedy Rózával, és itt lobbant szerelemre egy színésznő iránt, majd ábrándult ki pár nap múltán és írta meg „Szín és való” című versét 1842-ben egy pápai diák, Petőfi Sándor. Az épületet a rendszerváltás után helyreállították és ismét szállóvendégeket fogad, a hajdani tánctermében pedig tükrök sokszorozzák a mulatók társaságát.
A város másik jellegzetessége, az Esterházy-kastély az egykori vár alapjainak felhasználásával épült fel. Az 1740-es évektől a kor egyik nagy építésze, Franz Anton Pilgram tervei szerint kezdték kastéllyá átépíteni a városban egykoron álló várat. Pilgram rokokóba hajló barokk tervezetét a kastély múzeumi részének úgynevezett Nádor-termében függő pannó ábrázolja. Az épület – az alapként felhasznált várfalak elhelyezkedése miatt – kissé szabálytalan „U” alakjával északról lezárja a Fő teret. A két szárny manzardtetős sarokrizalitokkal végződik, és az egész épületet a mértéktartóan alkalmazott díszek teszik változatos megjelenésűvé. A kastélyt az elmúlt években felújították, 2015-től a főépület teljes egészében látogatható. 
Az Esterházy család nevéhez fűződik a város első nyilvános strandfürdőjének létesítése is (1930), amely több mint hetven évig állt fenn.
A református templom a belváros közepén, a Március 15. téren, az 1531-ben alapított Pápai Református Kollégium mellett található. Az 1931-ben lebontott Jókai Színház helyén épült fel 1931–1934 között Dudás Kálmán építész tervei alapján Pápa második legjelentősebb és leghíresebb, új neobarokk stílusú református temploma. Az épület főhomlokzatán az oszlopos, erkélyes főbejárat felett íves oromzat köti össze a négyzet alaprajzú kétrészes, sisakkal fedett tornyokat. Az épületben 1250 ülőhely van. A templomot 1941-ben szentelték fel.
A városhoz két lengyel emlék kapcsolódik. Itt található Lubienski János (1862–1921) huszár altábornagy, a Magyar királyi 7. honvéd huszárezred volt parancsnokának emléktáblája. Az Alsóvárosi köztemetőben volt Schnoblowszky (Szdebnik v. Schnóbel) János (Jaromiritz, 1819. – Pápa, 1904. február 18.) egykori sírja.

### Építészet, városkép

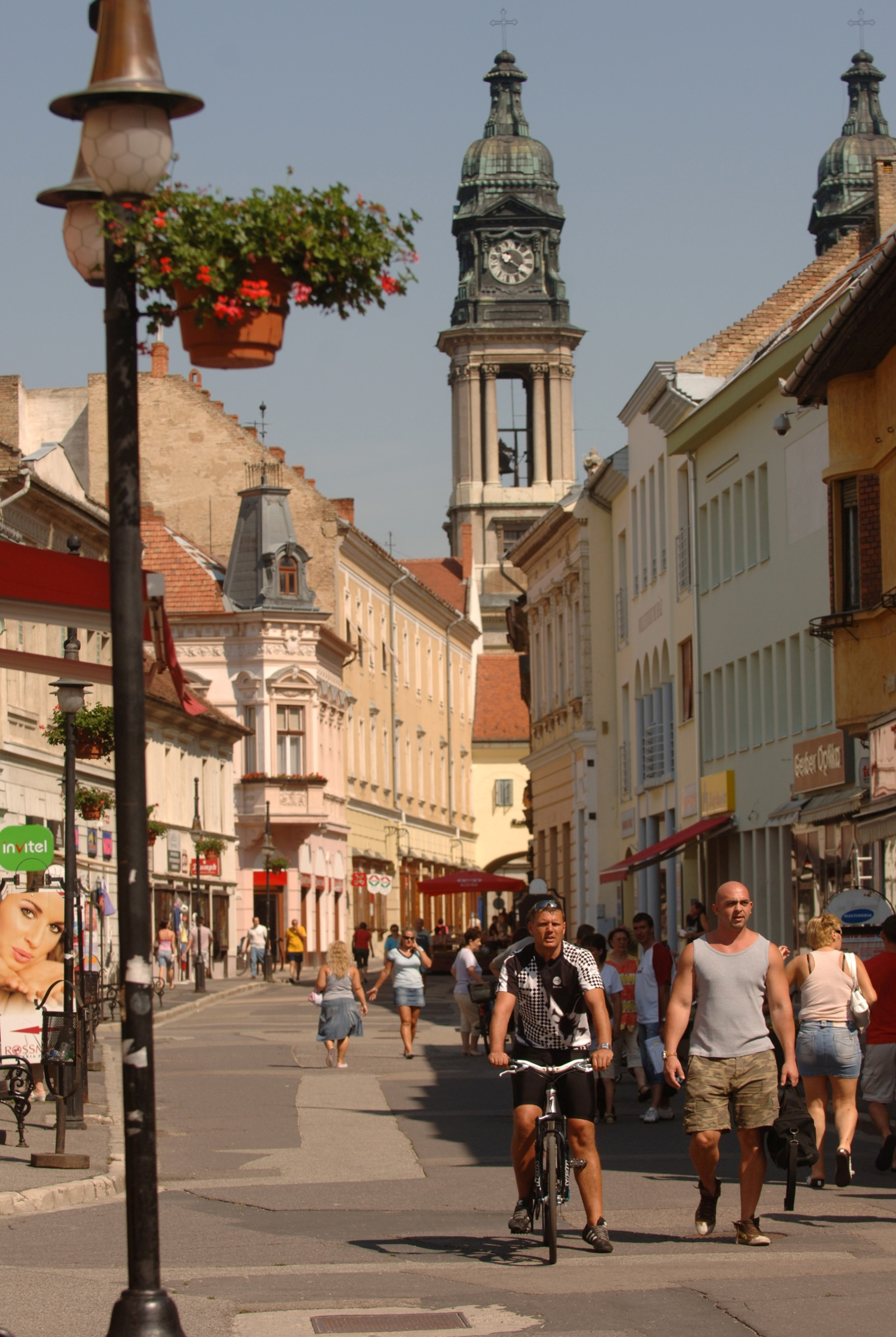
A Belváros

Pápán a házak zöme viszonylag új, huszadik századi építésű, a város 12 476  lakásából − a 2001-es népszámlálási adatok szerint − 1909 épült 1919 előtt. A legrégebbi ma is álló épület a 15. századi Korvin-ház. A belváros 19. századi, 20. század eleji polgárházai szépen fel vannak újítva, a Fő teret Közép-Európa egyik legszebb barokk terének tartják. A belváros számos épületén megfigyelhetjük a jellegzetes pápai zárt erkélyeket. A műemlék jellegű épületek megóvásáért, restaurációjáért Pápa 1989-ben Hild János-emlékérmet kapott.
Pápával kapcsolatban gyakran említik a soktornyú jelzőt: bármely irányból közelít ugyanis az ember a városhoz, először a tornyait látja meg. A belváros egy-, legfeljebb kétemeletes házai közül valóban magasan kiemelkednek a nagyobb templomok tornyai, és bár a lakótelepek felépülése óta a fenti állítás nem feltétlenül igaz, a templomtornyok ma is a városkép meghatározó jegyét képezik.
A belváros, vagyis az egykori várfalak által közrefogott terület sűrű utcaszerkezete már a középkorban kialakult. A szűk, kanyargós utcák megtartották eredeti alakjukat, bár a házak többsége újabb keletű. A ritkább utcahálózatú külvárosok − valaha a mezőváros majorságai voltak − helyenként máig őrzik falusias jellegüket. A történelmi belváros utcaszerkezetének sajátos vonását képezik a párhuzamos utcákat észak-dél irányban összekötő szűk, másfél-két méter széles gyalogutcák, az úgynevezett közlék. Ezek századokkal ezelőtt kialakultak, némelyiket már Maynzeck Henrik 1730-as években készült várostérképe is feltünteti a mai helyén, illetve írásos adat is van a létezésükre a 18. századból.
Az utóbbi évtizedekben sok más városhoz hasonlóan Pápán is elterjedtek az üzletházak, bevásárlóudvarok. Több belvárosi bérház − műemlék jellegű épület − udvarát megnyitották az egyik, vagy akár mindkét utca felé, így átjárási lehetőséget biztosítva két szomszédos utca között. A gyalogosforgalom színterévé vált, üzletsoroknak helyet adó udvarok saját nevet viselnek, mint például Griff udvar, Kossuth udvar, Fellner udvar.

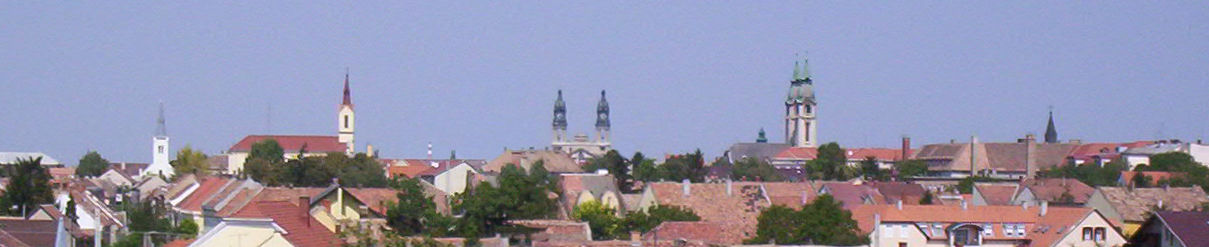
Pápa tornyai: balról jobbra az evangélikus templom, a Szent Anna-plébániatemplom, a katolikus nagytemplom, a református templom (mellette alig észrevehetően látszik a bencés templom tornya), a kép jobb szélén pedig a kórházkápolna

## Látnivalók
- Fő tér
- Pápai katolikus nagytemplom

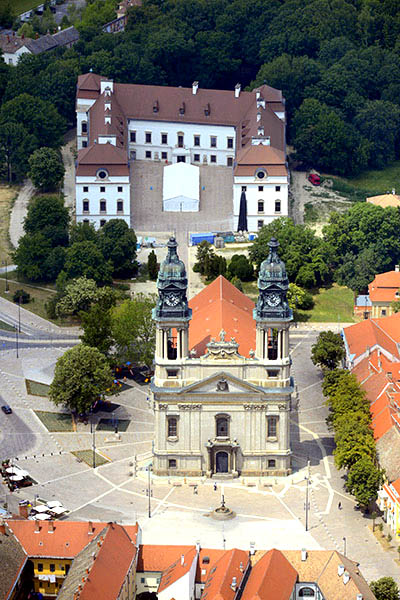
A kastély renoválása után, 2014. június

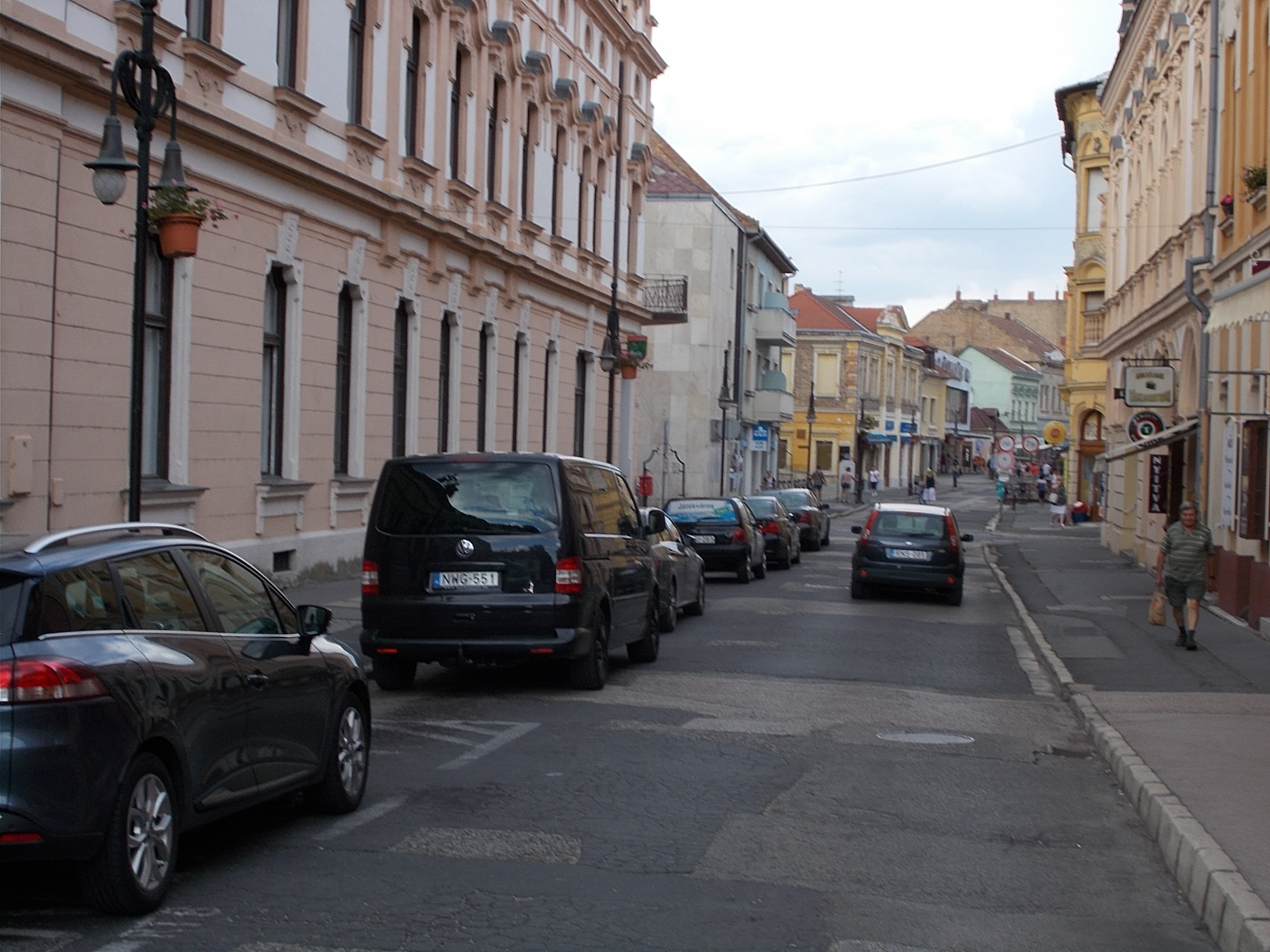
Deák Ferenc utca

- Esterházy-kastély: ma interaktív Helytörténeti Múzeum
- Várkert
- Pápai Maulbertsch freskók
- Kékfestő Múzeum
- Református Kollégium
- Református Egyháztörténeti Múzeum (Papensiana)
- református ótemplom
- evangélikus templom
- Bencés templom
- Lábasház
- Ferences templom (barokk, 1764)
- Zichy ház
- Kenessey–Szondy ház
- Pápai Várkertfürdő
- Zsinagóga (neoromán) (jelenleg romos állapotban)
- Millenniumi Emlékpark
- Szent József-kápolna
- MH 47. Bázisrepülőtér
- Református közösségi ház
- Országzászló-emlékmű
- Hagyományok Hegye
- Pápa- Petőfi Mozi

## Gazdasági élete
- Yanfeng Automotive Interior Systems Kft.
- Hirtenberger Automotive Safety Hungary Bt.
- Pápai Hús Kft.
- Pápai Termálvízhasznosító Zrt. (Várkertfürdő)

## Oktatási intézmények

### Alapfokú oktatási intézmények
- Erkel Ferenc Ének-Zenei Általános Iskola
- Szent István Római Katolikus Általános Iskola
- Gyurátz Ferenc Evangélikus Általános Iskola
- Munkácsy Mihály Német Nemzetiségi Nyelvoktató Általános Iskola
- Weöres Sándor Általános Iskola
- Tarczy Lajos Általános Iskola
- Vajda Márta EGYMI

### Középfokú oktatási intézmények
- Türr István Gimnázium és Kollégium
- Pápai Református Kollégium Gimnáziuma és Művészeti Szakgimnáziuma
- Pápai Petőfi Sándor Gimnázium
- Pápai SZC Jókai Mór Közgazdasági Szakgimnáziuma és Kollégiuma
- Pápai Szakképzési Centrum Acsády Ignác Technikum és Szakképző Iskola (8500 Pápa, Erkel Ferenc utca 39.)
- Kisalföldi ASZC Batthyány Lajos Mezőgazdasági és Élelmiszeripari Szakgimnázium, Szakiskola és Kollégiuma

### Felsőoktatás
- Pápai Református Teológiai Akadémia

### Művészeti képzés
- Pápai Bartók Béla Alapfokú Művészeti Iskola
- Allegro Alapfokú Művészeti Iskola
- Pápai Református Kollégium Gimnáziuma és Művészeti Szakgimnáziuma
- Pápai Református Kollégium Tánc-Lánc Művészeti Alapiskola

## Neves pápaiak

### Pápán születtek, működtek
| - A. Tóth Sándor – képzőművész, tanár (1904–1980) - Andrew Laszlo – világhírű operatőr, a Rambo operatőre (1926–2011) - Bakody József – Aase-díjas színész, a Veszprémi Petőfi Színház örökös tagja (1938–) - Balanyi Bibiána – szakfordító, a Mensa elnöke (1972-) - Bauer Miklós orvos, fül-orr-gégész professzor (1929) - Bárány Ignác – Bárány Róbert Nobel-díjas orvos apja (1833–1882) - Moritz Beck – rabbi, újságíró (született az 1840-es évek végén) - Beck Ö. Fülöp – szobrász, éremművész (1873–1945) - Beke József – hídépítő mérnök (1867–1940) - Beke Manó – matematikus (1862–1946) - Blum Zoltán – labdarúgó, edző, 38-szoros magyar válogatott (1892–1959) - Böröczky Károly – növényorvos (1948–2022) - Cseh-Szombathy László – magyar orvos, népjóléti politikus (1894–1968) - Deutsch Dávid József – (1818 – 1891) orvos, író. - Csukárdi Sándor – író, színész (1973) - Gottdank Tibor – építészeti szakíró, informatikus, közgazdász (1972) - Gőgös Zoltán – politikus, országgyűlési képviselő (1960) - Grofcsik János – vegyész (1890–1977) - Gyurátz Ferenc – evangélikus püspök (1841–1925) - Gyurcsány Ferenc – politikus, Magyarország miniszterelnöke 2004-től 2009-ig (1961) - Kis Tivadar – könyvkereskedő, nyomdász (1861–1933) - Kolossváry Sándor – kanonok, címzetes apát, az MTA tagja (1775–1842) - Koltai Jenő – atlétaedző (1917–2004) - Kaiser Ottó – fotográfus (1953–) - Karinthi (Kohn) József – tisztviselő, a Magyar Filozófiai Társaság alapító tagja, Karinthy Frigyes író apja (1846–1921) - Kontrát Károly – politikus, alpolgármester, országgyűlési képviselő, államtitkár (1956) - Kovács Zoltán – politikus, polgármester, országgyűlési képviselő, államtitkár (1957) - Kövér László – politikus, miniszter, az országgyűlés elnöke (1959) - Kuncze Gábor – politikus, miniszter, pártelnök (1950) - Kunszt Zoltán – fizikus, professzor, Elméleti Fizikai Intézet, Zürich (1944) - Lázár Andor – politikus, a Gömbös-kormány és a Darányi-kormány igazságügy-minisztere (1882–1971) - Lőw Vilmos – amerikai magyar ügyvéd, műfordító (1847–1922) - Makkai Miklós – háromszoros világbajnok magyar tekéző, edző (1948–2020) - Mészáros Károly – gépészmérnök, közlekedési miniszterhelyettes, MÁV-vezérigazgató (1921–1973) - Ney Bernát – operaénekes (1863–1938) - Pály Elek – színész, operaénekes, műfordító (1797–1846) - Pap Éva – Jászai Mari-díjas színésznő (1939–2023) - Pápai Károly – nyelvész, etnográfus (1861–1893) - Rab Zsuzsa – költő, műfordító (1926–1998) - Ruzitska József – zeneszerző (1775–1885) - Szathmáry Lilla – orgonaművész (1944) - Vathy Zsuzsa – írónő (1940–2017) - Vezerle Gáspár – kanonok (1794–1870) - Zsédenyi Adrienn – énekesnő (1974) - Zsoldos Ignác – jogász, szakíró, akadémikus (1803–1885) - Zsoldos Xavér Ferenc – pap (1743–1819) - Winkler Gábor dr. – építészmérnök, várostervező (1941–2015) |

### Pápán tanultak
Pápa a 17. század elejétől jó hírben álló diákváros, a nagy múltú Türr István Gimnázium és a Pápai Református Kollégium az ország legnagyobbjait is tanította:
| - Ányos Pál – 18. századi költő, pap (1756–1784) - Balázs János – nyelvész, irodalomtörténész, műfordító (1914–1989) - Ballagi Mór – teológiai és nyelvészeti író, akadémikus (1815–1891) - Balogh Jenő – jogász, miniszter, akadémikus (1864–1953) - Beke Manó – matematikus (1862–1946) - Bereményi Géza – író, költő, rendező (1946) - Berkes János – tanító, politikus, a Demokrata Néppárt országgyűlési képviselője (1902-1992) - Bocsor István – 19. századi történész (1807–1885) - Bokor József – a Pallas nagy lexikonának szerkesztője (1843–1917) - Bódás János – lelkipásztor, költő (1905–1987) - Bodolay Géza – irodalomtörténész, egyetemi professzor (1923–2002) - Borsos Endre – közigazgatási bíró, a Közigazgatási Bíróság elnöke, lakásügyi kormánybiztos, a budai református egyházközség főgondnoka (1876– ) - Borsos István – református lelkész, főiskolai tanár, klasszika-filológus, könyvtáros, numizmatikus (1863–1918) - Borsos Károly – református pedagógus, gimnáziumi és főiskolai tanár, a Mezőtúri Református Kollégium igazgatója, klasszika-filológus, vallásfilozófus, szabadkőműves (1871–1933) - Cholnoky Viktor – író, újságíró (1866–1912) - Csomasz Tóth Kálmán – teológiai tanár, zenetudós (1902–1988) - Csoóri Sándor – költő, politikus (1930–2016) - Csúzi Cseh Jakab – egyházi író, püspök (1639–1695) - Deák Ferenc – politikus, a 'haza bölcse', 1867-ben (1803–1876) - Domanovszky Endre – filozófiai író, akadémikus (1817–1895) - Döbrentei Gábor – író, műfordító, szerkesztő, akadémikus (1785–1851) - Endrődi Sándor – költő, író (1850–1920) - Eötvös Károly – író, politikus (1842–1916) - Édes Gergely – költő, műfordító (1763–1847) - Éliás József – zsidókat mentő református lelkész (1914–1995) - Fáber Kovács Gyula – református lelkész, író (1909–1954) - Fábián Dániel – szociológus, falukutató mozgalom zászlóvivője (1901–1980) - Fábián Gábor – író, műfordító, akadémikus (1795–1887) - Gulyás Lajos – református lelkész, az 1956-os forradalom mártírja (1918–1957) - Györffy Endre – 48-as honvédtiszt (1825–1849) - Gyurcsány Ferenc – miniszterelnök, pártelnök (1961) - Hegyi Imre – néprajzkutató (1921–1991) - Hoppál Péter – egyházzenész, karnagy, iskolaigazgató, politikus, országgyűlési képviselő (1972) - Ihász-Kovács Éva – költő, író, főszerkesztő, Magyar Kultúra Lovagja (1930–2013) - Imre Samu – nyelvész, akadémikus (1917–1990) - Istenes András – festőművész (1915–1947) - Jókai Mór – író, költő (1825–1904) - Kiss Géza – lelkipásztor, néprajz- és nyelvjáráskutató (1891–1947) - Kozma Andor – költő (1861–1933) - Kozma Sándor – jogi szakíró, első királyi főügyész (1825–1897) - Kovács Zoltán – polgármester, országgyűlési képviselő, államtitkár (1957) - Kövér László – miniszter, az országgyűlés elnöke (1959) - Kulifay Elek – református lelkész, egyházszervező (1837–1912) - Lampérth Géza – költő, író, helytörténész (1873–1934) - Lőrincze Lajos – nyelvész, tanár (1915-1993) - Makara Lajos – sebész, anatómus (1862–1915) - Marczali Henrik – történész, egyetemi tanár (1856-1940) - Molnár Gábor – író, vadász, utazó (1908–1980) - Móritz Sándor – festőművész (1924–1966) - Nagy László – költő (1925-1978) - Noszlopy Gáspár – 1848-as kormánybiztos, mártír (1820–1853) - Orlai Petrich Soma – festőművész (1822–1880) - Pap Gábor – egyházi író, püspök (1827–1895) - Pápay József – nyelvész (1873–1931) - Pathay István – énekszerző, püspök (1555–1637) - Payr Sándor – egyháztörténész (1861–1938) - Petőfi Sándor – költő (itt változtatta át a nevét Petőfire)(1823–1849) - Pócza Jenő – fizikus (1915–1975) - Radó Gyula – a Demokrata Néppárt országgyűlési képviselője (1882–1976) - Somogyi József – szobrász (1916–1993) - Sulyok Dezső – politikus (1897–1965) - Szabó Imre (1814–1881) egyházi író, esperes - Szekér Gyula – politikus, miniszterelnök-helyettes, nehézipari miniszter (1925) - Szemere Pál – költő, kritikus, szerkesztő (1785–1861) - Tatay Sándor – író (1910–1991) - Thaly Kálmán – történész, költő, akadémikus (1839–1909) - Tildy Zoltán – református lelkész, politikus, miniszterelnök, majd köztársasági elnök (1889–1961) - Trócsányi Zsolt – történész, főlevéltáros (1926–1987) - Varga Gyula – költő, műfordító, eszperantista (1905–1986) - Vályi Nagy Ervin – teológiai tanár (1924–1993) - Vikár Béla – néprajztudós, műfordító, akadémikus (1859–1945) - Weltner Andor – jogász, akadémikus (1910–1978) - Weöres Sándor – költő, író, irodalomtudós (1913–1989) - Weszprémi István – orvos, orvostörténész (1723–1799) |

## Testvérvárosai
- Kampen, Hollandia
- Gorlice, Lengyelország

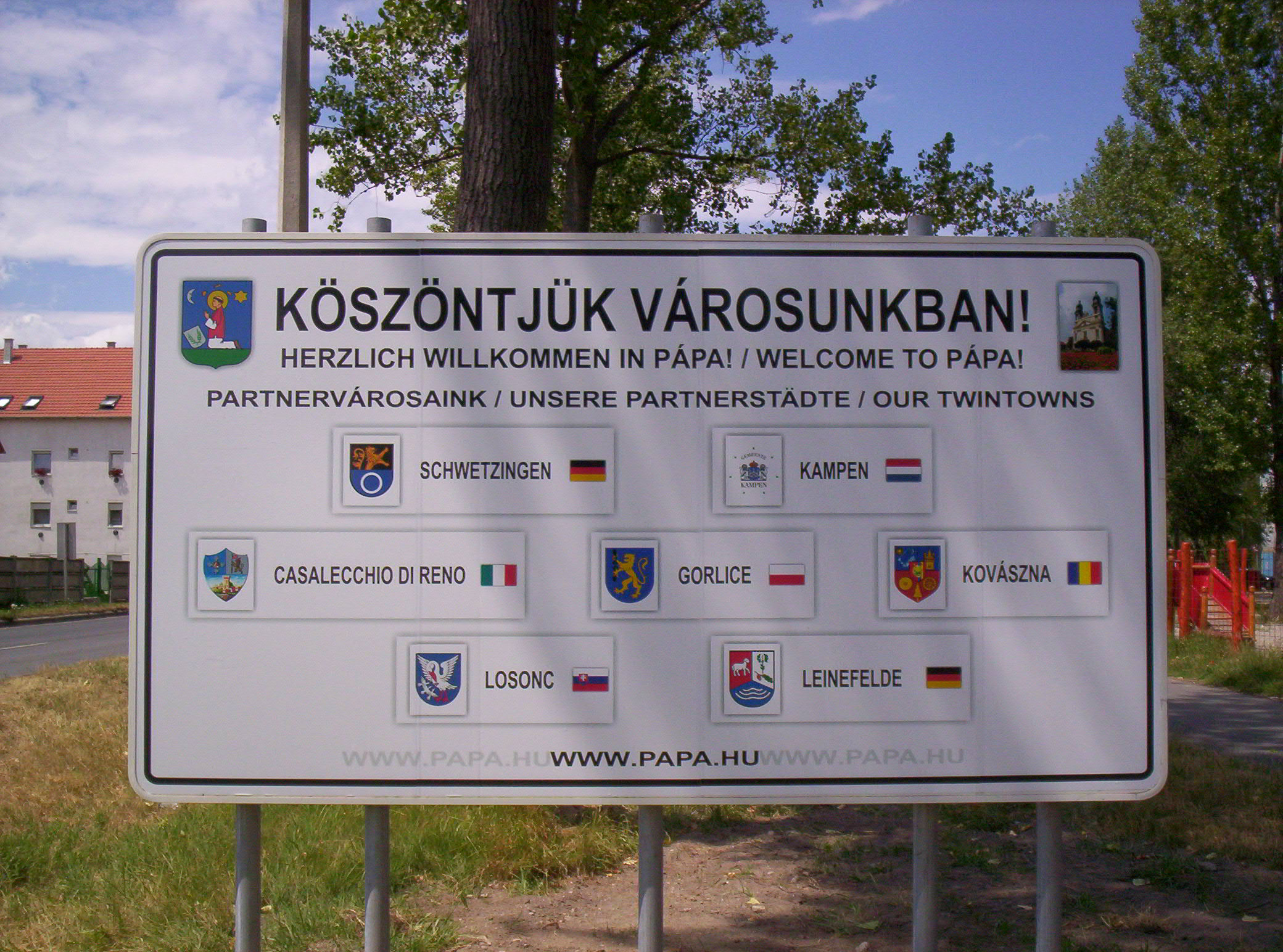
A testvérvárosok

- Schwetzingen, Németország
- Losonc, Szlovákia
- Kovászna, Románia
- Leinefelde-Worbis,  Németország
- Ógyalla, Szlovákia
- Visk, Ukrajna
- Eilat, Izrael

## Média

### Televízió
- Pápa Városi Televízió

### Online média
- InfóPápa
- Pápa és Környéke Szuperinfó
- Pápa és Vidéke (papaesvideke.hu)

### Rádió
- Mária Rádió Pápa
- Magyar Katolikus Rádió Pápa
- AFN The Eagle
- Rádió Pápa FM95,7[33][34]

### Újság
- Pápa és Vidéke
- Napló

## Galéria

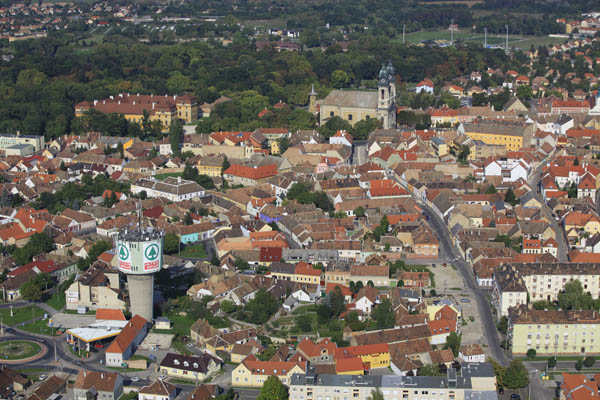
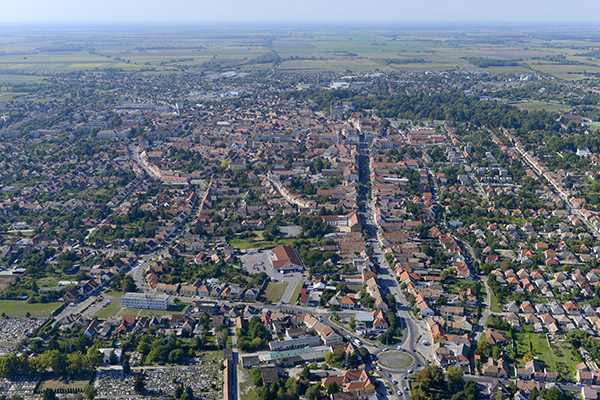
Pápa város- és utcaszerkezete, középpontban a Jókai utcával
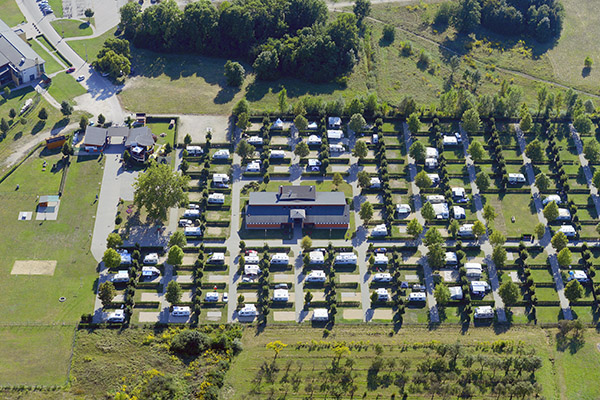
Várkert Termál Camping
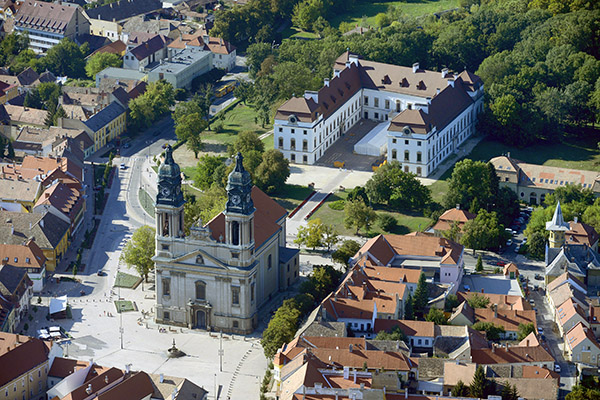
Pápa városközpontjának légi felvétele, a Fő tér épületei
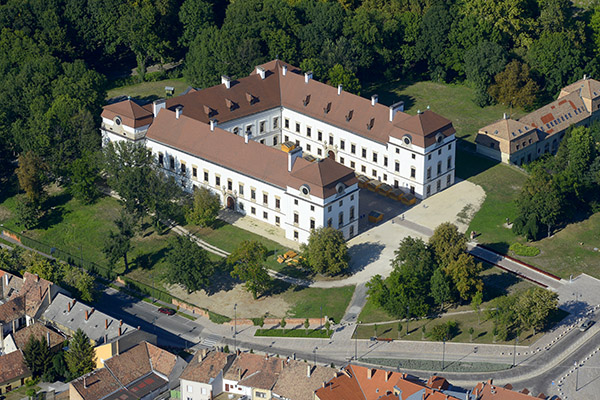
Esterházy-kastély madártávlatból
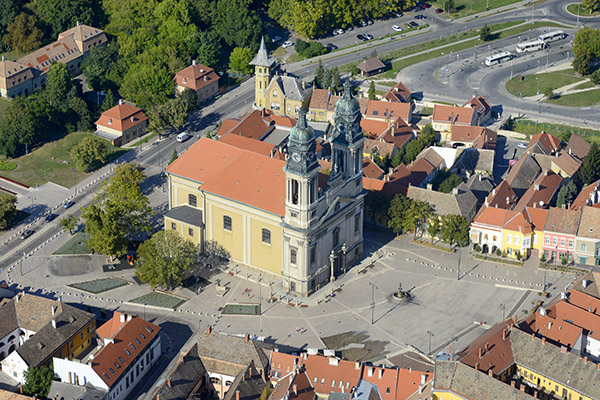
Szent István vértanú templom, Pápa
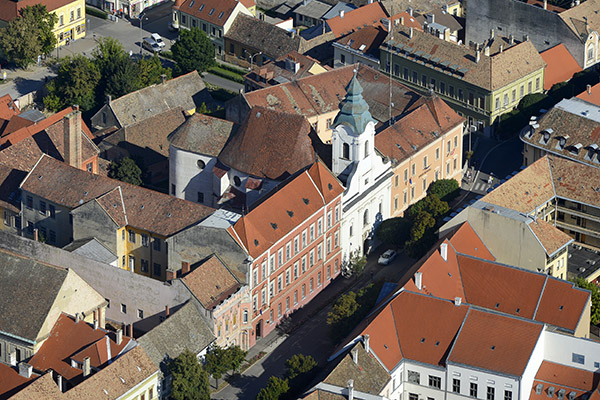
Nagyboldogasszony bencés templom Pápán